# Lenguas del cinturón
Las lenguas ring road o lenguas del cinturón vial, se hablan en los pastizales de las tierras altas occidentales de Camerún, y junto con otras lenguas de los pastizales constituyen una rama hermana de las lenguas bantúes. La lengua ring mejor estudiada es el kom.
La familia recibe el nombre del antiguo cinturón vial o carretera circular de Camerún central.

## Lenguas del grupo
Las lenguas de este grupo se suelen dividir en cuatro subgrupos:
- Central: Babanki, Mmen, Kom, Bum, Kung, Kuk, Oku
- Oriental: Nso (Lamnso')
- Septentrional: Vengo, Wushi, Bamunka, Kenswei Nsei
- Occidental: Aghem, Isu, Laimbue, Weh, Zhoa

## Comparación léxica
Los numerales en diferentes lenguas del cinturón son:
| GLOSA | Oriental | Norte    | Occidental | Occidental | Occidental | Occidental | PROTO- RING |
| GLOSA | Lamnso'  | Wushi    | Aghem      | Isu        | Laimbue    | Weh        | PROTO- RING |
| ----- | -------- | -------- | ---------- | ---------- | ---------- | ---------- | ----------- |
| '1'   | mɔ̀ʔɔ́n    | mùɔ́ʔ     | mɔ̀ʔ        | mɔ̀ʔ        | mòʔ        | mó         | *mɔʔ        |
| '2'   | bàː      | bā       | bə̀ˠà       | bèː        | bò         | bə̀ɣə́       | *baː        |
| '3'   | táːr     | tɨ́ə̀ʔ     | tə́ˠá       | ʦíː        | tó         | tə̀ɣə́       | *taːr       |
| '4'   | kwɛ̀ː     | ʦə̀       | ʧʲàkò      | ʧàʔì       | kjə̀ʔ       | kaikə́      | *kjako      |
| '5'   | tàn      | tɛ́ɛ̀      | tɛ̀ʲ        | tàː        | táì        | tá         | *ta(n)      |
| '6'   | ntùːfú   | ǹtùɔ́ʔ    | tǔ̞ː        | nʦìfɔ́ŋ     | tɔ̀ɔ́        | tùbə́       | *n-tufa     |
| '7'   | sàːmbà   | ʦə̀tɨ́ə̀ʔ   | sə̀ˠàⁿbə̄ˠā  | sèmbè      | sùmbô      | səɣ-mbə̀ɣ   | *samba      |
| '8'   | wāːmɛ́    | fə́mə́     | ɪ́fǎː       | fáːmə́      | ìfámá      | ifám       | *fama       |
| '9'   | bvə̀ʔə̀    | bùfə̀mùɔ́ʔ | tɛ̄ⁿʣū̞ˠū̞    | bùkə́       | bə́lə́mɔ̀ʔ    | tànʣú      | *           |
| '10'  | ɣwə̀m     | vóó      | ɪ́ɣə̄m       | ívə̄m       | ɨɣɨ́m       | iɣə́m       | *ɣ(w)əm     |

| GLOSA | Central         | Central | Central | Central | Central | Central | Central |
| GLOSA | Babanki (Kejom) | Bum     | Kom     | Kuk     | Kung    | Mmen    | Oku     |
| ----- | --------------- | ------- | ------- | ------- | ------- | ------- | ------- |
| '1'   | mùʔ             | mɔ̀k     | nòʔ     | mɔ̀ʔ     | mɔ̀ʔ     | mɔ̀ʔ     | mɔː     |
| '2'   | bò              | bà      | bò      | bòː     | bə̀ː     | pɛ᷆      | baː     |
| '3'   | táʔ             | tât     | tal     | tóː     | tə́ː     | tá      | taː     |
| '4'   | kàʔ             | kìk     | kàe     | kɪ̀ːkò   | kʲə̀kə̀   | kjā     | kwɪʲ    |
| '5'   | tàn             | tân     | tâyn    | tâː     | tàʲ     | tâɲ     | tan     |
| '6'   | ǹtʉ̀fə́           | túfá    | ntufa   | tóːfə́   | tūːfə́   | tūfɜ́    | ntuːfə  |
| '7'   | sòmbô           | sàmbâ   | nsòmbo  | sōːmboː | sɛ̀ːⁿbɛː | sɛ̄mbɛ᷇   | saːmba  |
| '8'   | fwòmə́           | fâmá    | nfama   | fāːmə́   | fɛ̀ːmə́   | fāmmɜ́   | ɛfaːmə  |
| '9'   | àbʉ̀múʔ          | 10-1    | bulamòʔ | buː́mɔ̀ʔ  | bólímɔ̀ʔ | pʊ̄lɜ̄mɔ̀ʔ | buːmək  |
| '10'  | wúm             | ìwûm    | ivɨm    | íɣə̄m    | ìɣə̄m    | ēɣə̆̀m    | ɛvəm    |